# فسيفساء السيد يوليوس
فسيفساء السيد يوليوس (أو فسيفساء دومينوس يوليوس)، هي فسيفساء أرضية تعود إلى أواخر القرن الرابع أو أوائل القرن الخامس تم وضعها في ملكية دومينوس يوليوس في قرطاج وهي محفوظة حاليا بالمتحف الوطني بباردو.
تعتبر هذه الفسيفساء انعكاسًا للحياة اليومية وتعبيرًا صريحًا عن مكانة أصحابها وثرواتهم وتعرض أسلوب حياتهم. تتكون الفسيفساء من ثلاثة سجلات (مستويات)، ويظهر في منتصفها صورة مسكن محاطًا بصور الأنشطة الترفيهية للمالكين وتشكل اليوم مصدرا للمعلومات عن العالم الريفي بمقاطعة أفريكا الرومانية في نهاية العصر القديم. 

## تاريخ
عثر على هذه الفسيفساء من قبل ألفريد مرلان سنة 1920 على الجانب الشمالي لهضبة بيرصة بمحاذاة القاعة المسماة قاعة الأعمدة.

## الوصف
تبلغ مقاييس هذه الفسيفساء 4.50م على 5.65 م. وقد عثر عليها في حالة جيدة نسبيا وبدون نقائص كبيرة. وهي رتبة في ثلاثة سجلات متراكبة: في الوسط توجد دالة أو فيلا السيد يوليوس، وتمثل المشاهد الأنشطة الفلاحية في مختلف المواسم.

### السجل الأعلى

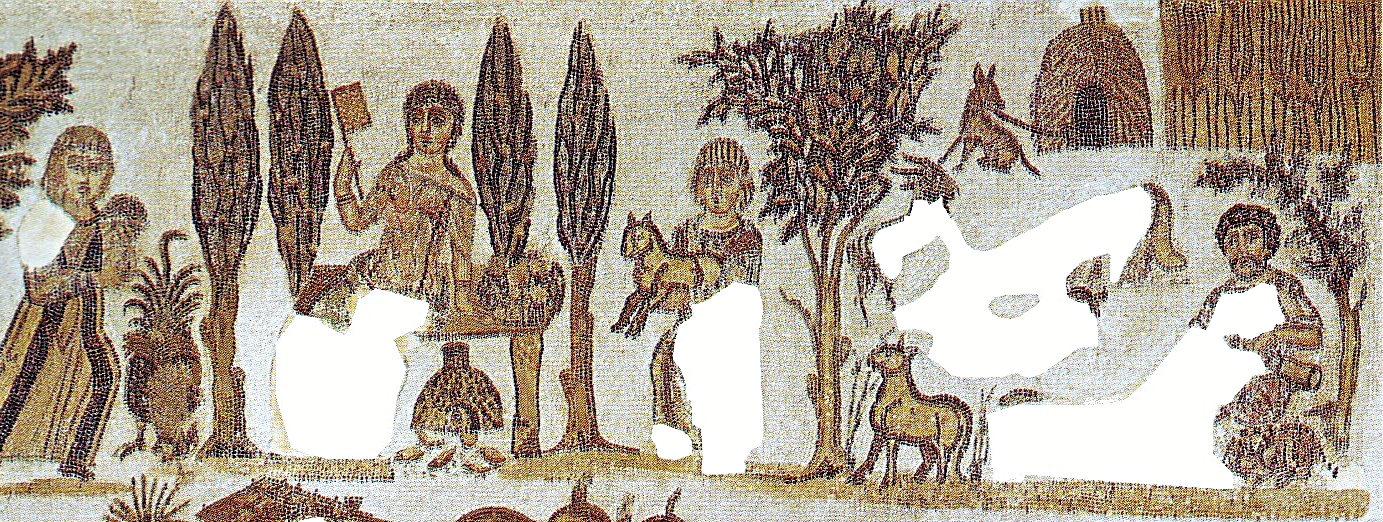
السيدة يوليوس، تفاصيل السجل الأعلى

في السجل الأعلى من اللوحة نجد مشاهد من فصلي الشتاء والصيف. فعلى اليسار، أحد الخدم يحمل بطات. ثم مشهد لجني الزيتون: حيث نرى خادما يضرب بعصاه الشجرة بهدف إسقاط حبات الزيتون ويقوم خادم آخر بجمعها. وبالجهة اليمنى بعض النقص بما يعسّر وصف المشاهد ومن ضمنها نرى خادما (قد يكون الراعي) وهو يصب ليشرب وإلى جانبه كلب. وفي الأعلى كوخ مشدود إلى يه كلب
وفي الوسط توجد زوجة الملاك في وسط أشجار السرو.

### السجل الأوسط

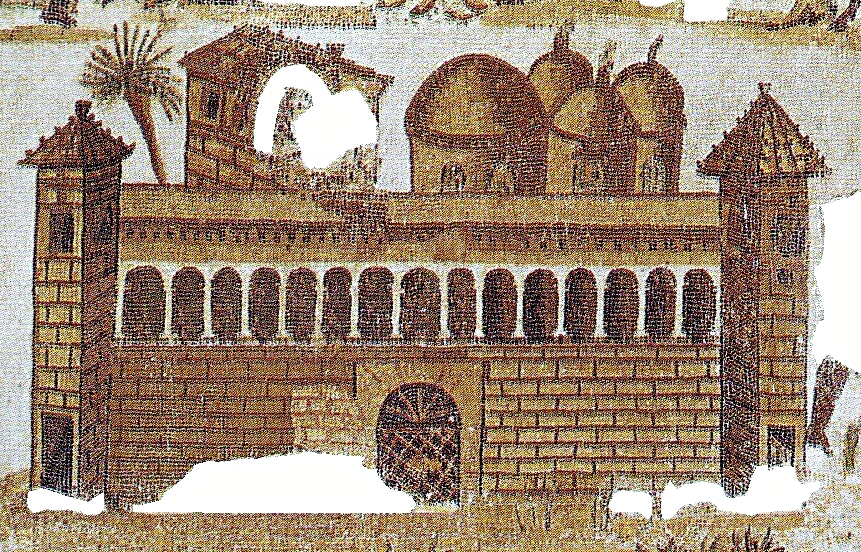
تفاصيل الدالة

على يسار السجل الأوسط، يظهر صاحب الدالة الذي اندثر الجزء العلوي من صورته، وهو يمتطي حصانا ويتبعه خادمه. وعلى يمين السجل، مشهد الخروج إلى الصيد من خلال ظهور شخصين امحت صورة أحدهما، وهو يصطحب معه كلابا وخادما يبدو أنه يحمل معه شبكة.
حجم البناية بوسط اللوحة يؤشر على تمركز السلطة الاقتصادية بأيدي قلة من الملاكين العقاريين في العصر القديم المتأخر. وتبدو هذه البناية محصنة بطابق سفلي لا نوافذ له مع وجود أبراج مربعة الشكل في الزوايا . وخلف الدالة توجد قباب في إشارة إلى وجود حمامات خاصة.

### السجل الأسفل

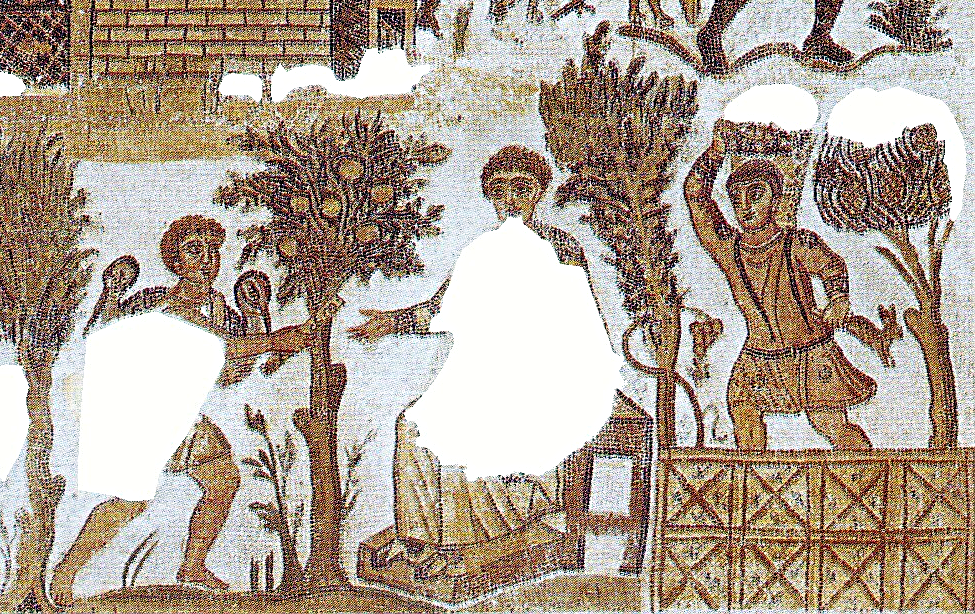
تفاصيل السجل الأسفل مع السيد يوليوس ومشهد العنب

على يسار هذا السجل يوجد خادم وهو يحمل قفة ملآى بالغلال، وفي خلفية المشهد أشجار مثمرة. ثم نشاهد السيدة يوليوس تتكئ بيسارها على عمود وهي تشاهد المجوهرات التي تعرضها عليها خادمة. وبأسفل قدميها، مشهد غير مكتمل يمثل تسليم الأسماك.
على اليمين يجلس صاحب الضيعة في جنان، ويتلقى من يدي خادم رسالة كتب عليها (إلى السيد يوليوس). يحتل القسم الأيمن مشهد يتعلق بالخمر. عنقود عنب، وخادم يحمل على ظهره قفة وهو مشغول بعصر العنب ويمسك بيده اليمنى أرنبا.

## تفسير

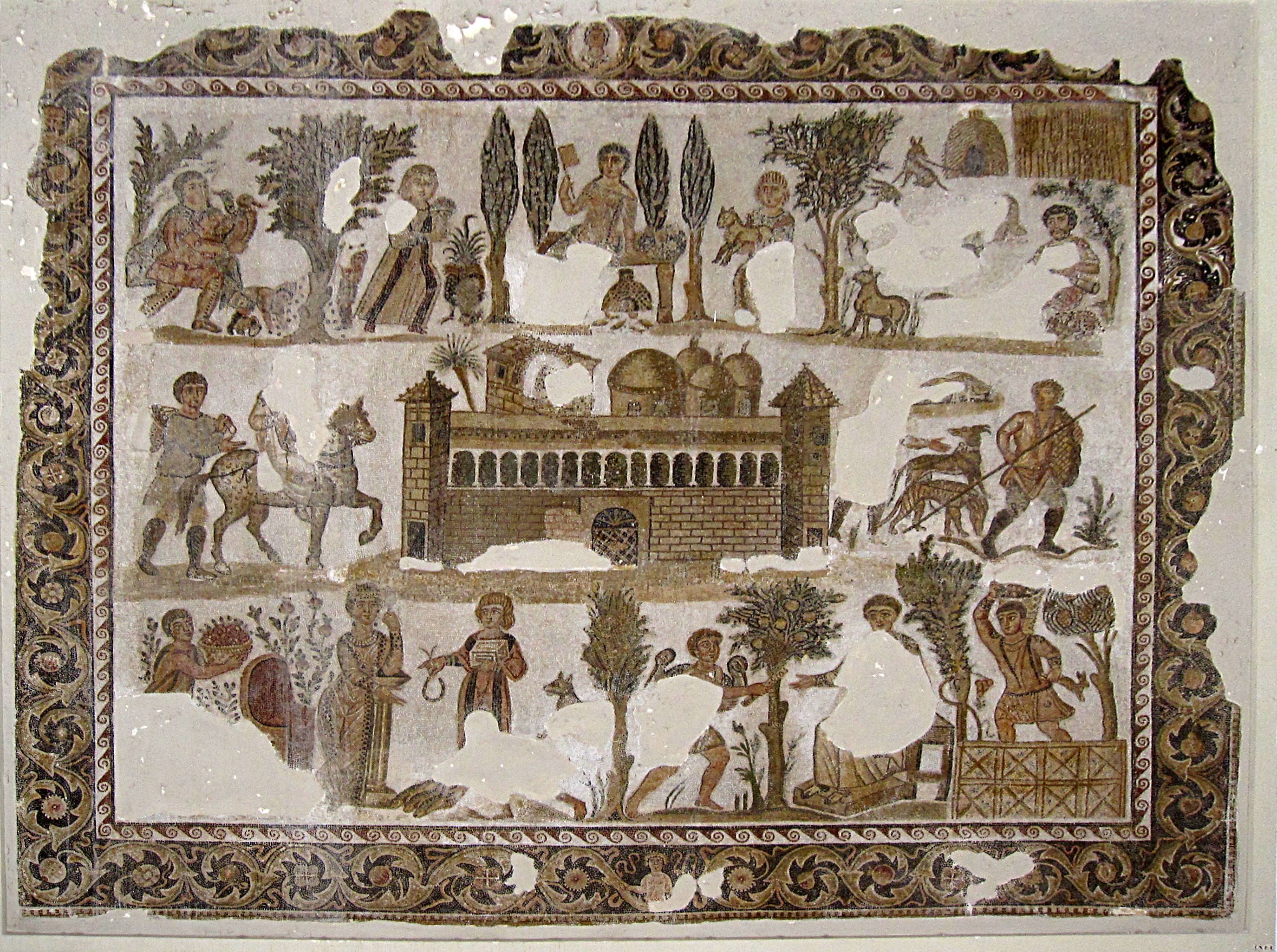
ضيعة السيد يوليوس، ق. 4

هذا العمل الذي يعود إلى القرن الرابع ب.م أو بداية القرن الخامس ب.م، يعتبر حسب الباحث الأثري محمد يعقوب الوثيقة الأكثر اكتمالا حول الاقتصاد والمجتمع في أفريكا الرومانية .
وتعتبر هذه اللوحة مصدرا هاما لفهم الحياة في الضيعة: البنايات وعناصر المشهد من جهة ومن جهة أخرى الأشخاص وما يربط بينهم من علاقات اجتماعية. وإن هذه الفسيفساء تكشف عن ثراء صاحب الضيعة  وإن ازدهار هؤلاء الملاكين الكبار هو أحد العناصر المميزة للاقتصاد بمقاطعة أفريكا في العصور القديمة المتأخرة.

#### ببليوغرافيا حول تونس وإفريقيا الرومانية
- Claude, Briand-Ponsart; Christophe, Hugoniot (2005). L’Afrique romaine. De l’Atlantique à la Tripolitaine. 146 av. J.-C. - 533 apr. J.-C (بالفرنسية). Paris: Armand Colin. ISBN:2200268386.
- Paul, Corbier; Marc, Griesheimer (2005). L’Afrique romaine. 146 av. J.-C. - 439 apr. J.-C (بالفرنسية). Paris: Ellipses. ISBN:2729824413.
- Jean-Pierre Darmon, « Mosaïques africaines », في Carthage. L'histoire, sa trace et son écho, 1995, ص.

244-255 (ردمك 9782879001968)
- Mongi Ennaïfer, « Tableaux de pierre, images de la vie quotidienne », Vie des Arts, vol. 18, n°73, 1973-1974, pp. 27–30 (lire en ligne)
- Christophe, Hugoniot (2000). Rome en Afrique. De la chute de Carthage aux débuts de la conquête arabe (بالفرنسية). Paris: Flammarion. ISBN:2080830031.
- Yann, Le Bohec (2005). Histoire de l’Afrique romaine (بالفرنسية). Paris: Picard. ISBN:2708407511.
- Hédi, Slim; Nicolas, Fauqué (2001). La Tunisie antique. De Hannibal à saint Augustin (بالفرنسية). Paris: Mengès. ISBN:285620421X.
- Mohamed, Yacoub (1993). Le musée du Bardo (بالفرنسية). Tunis: Agence nationale du patrimoine. {{استشهاد بكتاب}}: الوسيط غير المعروف |sous-titre= تم تجاهله (help)
- Mohamed Yacoub, Splendeurs des mosaïques de Tunisie, éd. Agence nationale du patrimoine, Tunis, 1995 (ردمك 9973917235)

#### أعمأل حول قرطاج الرومانية
- Aïcha, Ben Abed-Ben Khader (1992). Le musée du Bardo (بالفرنسية). Tunis: Cérès. ISBN:997370083X.
- Abdelmajid, Ennabli; Georges, Fradier; Jacques, Pérez (1995). Carthage retrouvée (بالفرنسية). Tunis/Paris: Cérès/Herscher. ISBN:9973190556.
- Abdelmajid, Ennabli; Hédi, Slim (1990). Carthage. Le site archéologique (بالفرنسية). Tunis: Cérès.Le site archéologique, Tunis, Cérès, 1990
- Paulette Hornby, « Carthage et la Nouvelle Rome », في Connaissance des arts, no 69 (hors-série), 1995, ص.

48-53
- Alfred Merlin, La mosaïque du seigneur Julius à Carthage, dans Bulletin archéologique du Comité des travaux historiques et scientifiques, 1921, pp. 95–114 (en ligne sur Gallica)
- Colette, Picard (1951). Carthage (بالفرنسية). Paris: Les Belles Lettres.

### روابط داخلية
- فسيفساء رومانية

### روابط خارجية
- « Le Seigneur Julius », Films documentaires, 1الأول {{{1}}} janvier 1959